# Oil Imperium
Oil Imperium ist eine deutsche Wirtschaftssimulation, die 1989 für den PC, C64, Atari ST und den Amiga von Reline Software entwickelt und veröffentlicht wurde. International wurde das Spiel unter dem Namen Black Gold vermarktet.

## Spielverlauf und Aufbau
Spielidee ist, möglichst viel Erdöl zu fördern und zu verkaufen sowie die Gegner mit allen möglichen fairen und unfairen Mitteln zu besiegen. Ein Spielzug dauert immer einen Monat, wobei jede Aktion im Spiel einen oder mehrere Tage kostet.
Das Spiel ist für vier Spieler konzipiert, die entweder von einem Menschen (im Hotseat-Verfahren) oder dem Computer gespielt werden können.
Die Spieler übernehmen die Leitung eines der Unternehmen „Interoil“, „All American“, „Transoil“ oder „Explora Inc.“.
Es stehen vier verschiedene Spielziele zur Auswahl: Drei-Jahres-Spiel, Spiel um das längste Überdauern des Unternehmens im Spiel, Spiel bis 80 % Marktanteil eines Spielers oder Spiel bis zum Erreichen von 60 Millionen Dollar. Bei den Missionszielen gibt es gewisse Unterschiede. So dauert z. B. die manuelle Bohrung beim Missionsziel „als erster 60 Mio. $“ länger als bei den anderen Missionen.
Es stehen acht Ölfördergebiete zur Auswahl, in denen Lizenzen, Tanks und Ölfelder zu erwerben sind: Alaska, Nordamerika, Mittelamerika, Südamerika, Europa, UdSSR, die Golfregion und Indochina.
Man kann sich Expertisen über den wahrscheinlichen Ertrag eines Ölfeldes ausstellen lassen und dieses Feld – bei guten Erwartungen – kaufen. Anschließend hat man die Wahl, manuell zu bohren oder dies (gegen Bezahlung) vom Computer erledigen zu lassen.
Es gibt die Möglichkeit, die Gegner durch Sabotage empfindlich zu stören. Das geschieht z. B. durch Anzünden der Ölfelder, Zerstörung der Tanks, Manipulation der Bilanzen etc.
Zum Schutz vor derartigen Spielzügen kann ein Spieler eine Security-Firma anheuern.
Im Spielverlauf können drei Arten von Action-Sequenzen stattfinden: Beim Ölverkauf kann es zu Verzögerungen kommen, was zur Folge hat, dass man selber die Rohre einer Pipeline legen muss, und zwar schneller als ein parallel dazu bauender Computergegner. Dazu kommen das manuelle Bohren, bei dem die Abweichung des Bohrkopfes vom Mittelpunkt korrigiert werden muss, und das Löschen brennender Ölquellen mittels Dynamit. Letzteres kann man auch von einem Spezialisten namens „Ted Redhair“ (in Anlehnung an den berühmten Red Adair) durchführen lassen.

## Rezeption
Martin Goldmann von Power Play bezeichnete Oil Imperium als gut gelungen und lobte die ordentlich gezeichneten Grafiken und die gute Benutzerführung. Es handele sich um eine nette Mischung aus Wirtschaft und Geschicklichkeitseinlagen, die jedoch wenig originell sei und bekannte Elemente verwende. Der Aktuelle Software Markt urteilte, dass es für Genrefans empfehlenswert sei. Die Konvertierungen auf andere Plattformen wurden als kompetent bewertet.
PC Joker bewertete Jahre später die Budgetfassung und gab große Abstriche bei Grafik und Geräuschkulisse.

## Nachfolger und ähnliche Spiele
2006 veröffentlichte die auf die Entwicklung von Browserspielen spezialisierte Firma, G.Labs GmbH, Oil Imperium als Browserspiel-Variante. Ab 2010 wurde das Spiel von bitComposer Online weiterentwickelt, welche eine Mehrheitsbeteiligung an der G.Labs GmbH erwarb. Seit Oktober 2013 liegt der Spielbetrieb bei Archangels Studio, das im Dezember 2014 die Marke Oilimperium, die dazugehörige Software und die Vermarktungsrechte von bitcomposer erwarb.